# Igitaia
Igitaia és un grup de música de la Vila de Gràcia de Barcelona, creat l'any 2002, i que toca gèneres musicals com el hardcore, el rock i l'ska. El primer treball enregistrat data de finals del 2002 i es titula "...la Maqueta!". El 2004 van publicar el disc Alatacatalà i el 2009 varen publicar Progrés, que compta amb onze temes propis. Tots els discs són autogestionats i produïts pel mateix grup. El grup ha realitzat més de cent concerts i ha comptat amb la col·laboració de Gambeat (de Radio Bemba i Manu Chao).

## Discografia
Àlbums d'estudi:
| • Igitaia (maqueta) (2002) |
| -------------------------- |
| (Autoeditat)               |

| • Àlatacatalà (2004) |
| --- |
| (Autoeditat) 1. La polka d'ours 2. Anti 3. Àlatacatalà 4. Igitaia 5. Skamot antifa 6. Sense elles no 7. L'especulació 8. Tetris 9. Mai més 10. Capitalàndia |

| • Progrés (2009) |
| --- |
| (Autoeditat) 1. Intro 2. Rere la cortina 3. Black Panther 4. Sempre 5. Lluny de tots 6. Els necessaris 7. Els pols 8. Per la teva seguretat 9. Els mitjans 10. ...i resisteix 11. Els borbons |